# Friedrich Freiherr von Esebeck
Baron Friedrich von Esebeck, nemški general, * 23. avgust 1870, † 25. maj 1951.